# British West Indies Regiment
Das British West Indies Regiment (BWIR) war eine Einheit der britischen Armee, die im Ersten Weltkrieg kämpfte und aus Freiwilligen aus den britischen Kolonien auf den Westindischen Inseln bestand.

## Geschichte

### Aufstellung
Bereits vor Beginn des Ersten Weltkriegs waren Schwarze und Farbige aus den britischen Kolonien im britischen Militär tätig. Einerseits bestand seit 1795 das West India Regiment, das in der Karibik selbst stationiert war. Andererseits waren Einwanderer aus der Karibik in Großbritannien vereinzelt in verschiedenen Bereichen des Militärs tätig.
Zu Beginn des Krieges herrschte auf den englischsprachigen Westindischen Inseln das Gefühl vor, das Mutterland unterstützen zu müssen. Die wirtschaftlichen Verhältnisse waren schwierig, so dass die geleistete Unterstützung gering ausfiel, Trinidad und Tobago konnte beispielsweise lediglich am Bedarf gemessen geringe Mengen Erdöl für die britische Kriegsmaschinerie zur Verfügung stellen. Die trinidadische Regierung beschloss, Truppen für das britische Heer zu rekrutieren. Die britische Regierung weigerte sich aber zunächst, schwarze Bewohner der westindischen Kolonien regulär zum Militärdienst zuzulassen. Erst eine Intervention des Colonial Secretary Andrew Bonar Law sowie des Königs Georg V. ließen das War Office umdenken. Im September 1915 wurde das British West Indies Regiment gegründet, dem die karibischstämmigen Militärangehörigen zugeordnet wurden. Das British West Indies Regiment war zwar formell Teil der British Army, die Angehörigen erhielten aber niedrigeren Sold als reguläre Soldaten, und das Regiment sollte zunächst nicht an Kampfhandlungen teilnehmen. Einige erfahrene Offiziere wurden vom West India Regiment zum British West Indies Regiment transferiert. Da das War Office Schwarze in höheren Dienstgraden des Militärs ablehnte, wurde festgelegt, das Angehörige des British West Indies Regiment maximal den Rang eines Sergeant erreichen konnten. Dennoch fanden sich zahlreiche Freiwillige auf den Westindischen Inseln. Hierfür waren im Wesentlichen zwei Gründe verantwortlich. Zum einen waren die ökonomischen Verhältnisse in den Kolonien bedingt durch den Niedergang des Agrarsektors schlecht, was insbesondere Angehörige gering bezahlter Schichten wie Plantagenarbeiter und Handwerker sowie arbeitslose Stadtbewohner zum Militärdienst motivierte. Zum anderen wurde die Teilnahme am Krieg in den Kolonien von der schwarzen Mittelklasse als Schritt hin zur Emanzipation der kolonisierten Bevölkerung gesehen, was die freiwilligen Kriegsteilnehmer moralisch beflügelte. Auf Trinidad wurde umgehend mit der Rekrutierung von Soldaten begonnen, die in der Kaserne von St. James eine erste Basisausbildung erhielten, noch bevor sich das War Office zur Verwendung der Rekruten geäußert hatte.
Die ersten vier Bataillone umfassten Soldaten aus den Kolonien Barbados, Britisch-Guayana (das heutige Guyana), Grenada, St. Vincent und die Grenadinen und Trinidad und Tobago. Zu den ersten Kommandanten gehörten Colonel A. E. Barchard (1. Bataillon) und Oberstleutnant Edmund Faunce (2. Bataillon). In der Folge wurde das Regiment auf schlussendlich 14 Bataillone mit insgesamt 15.600 Mann aufgestockt, die zu zwei Drittel aus Jamaika stammten. Die ersten Bataillone durchliefen in der englischen Küstenstadt Seaford weiteres militärisches Training und wurden im November 1915 durch den Oberkommandierenden Leslie Rundle inspiziert und für kriegstauglich befunden. Der Zustand der Rekruten war vergleichsweise schlecht; das ungewohnt kalte und regnerische Wetter setzte ihnen zu, die medizinische Versorgung war für die hohe Anzahl von Krankheitsfällen unzureichend, und es kam zu zahlreichen Todesfällen durch Lungenentzündungen sowie eine Mumps-Epidemie.

### Kriegsteilnahme

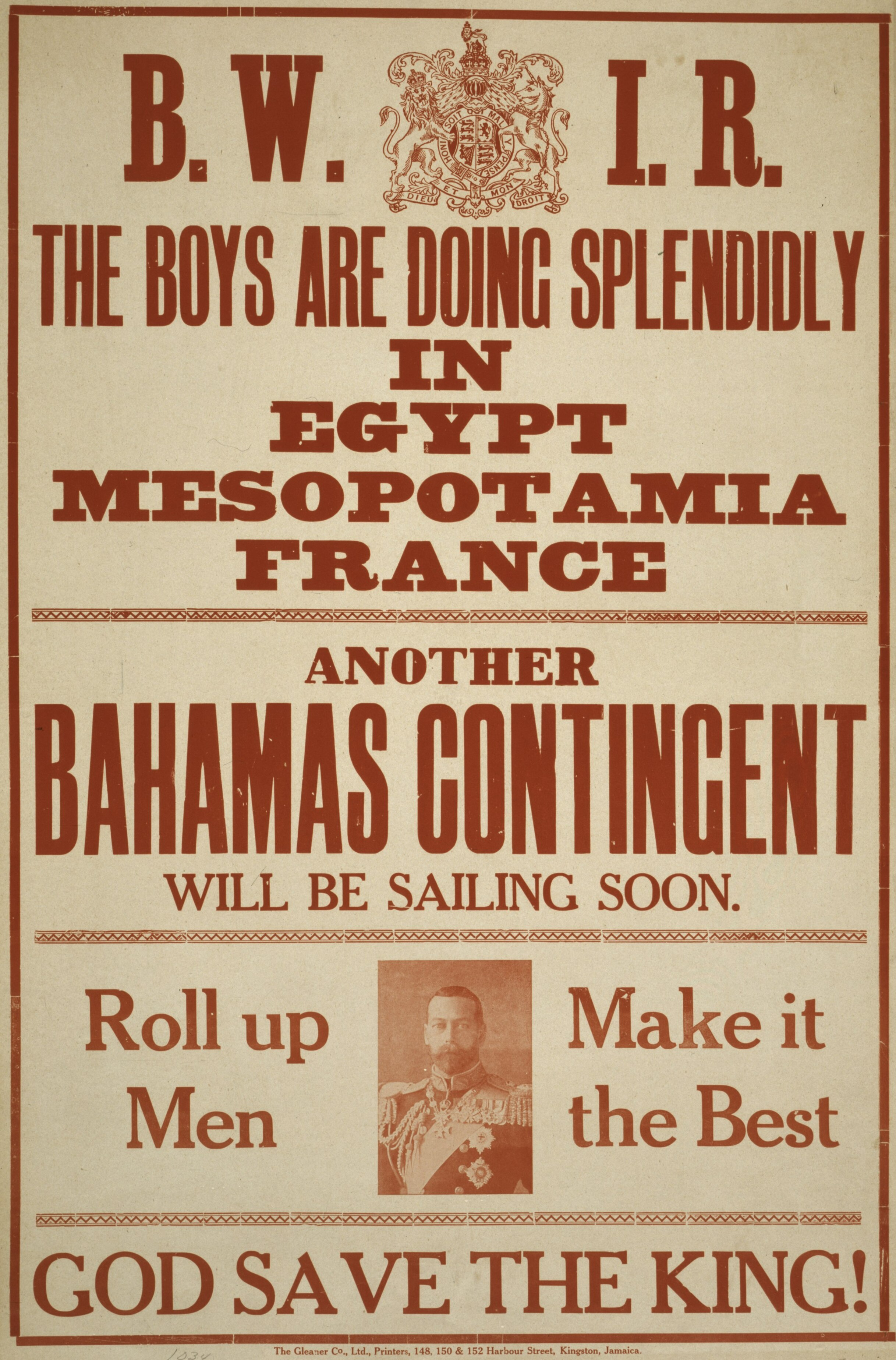
Werbeplakat auf Barbados

Die Heeresleitung hielt die Soldaten in der Folge für ungeeignet für den Einsatz in Europa und verlegte die Bataillone ab Januar 1916 nach und nach nach Ägypten, das zum damaligen Zeitpunkt mit einer Invasion durch die türkische Armee zu rechnen hatte und zudem mit dem Sueskanal einen wichtigen Verkehrsweg beherbergte. Das British West Indies Regiment wurde zur Bewachung des Munitionsdepots Fort Mex bei Alexandria eingesetzt, und das erste und zweite Bataillon behielten diese Aufgabe den gesamten Krieg über bei. Das Camp des Regiments wurde u. a. durch General John Grenfell Maxwell inspiziert, und Ende März erhielt das 3. Bataillon eine Auszeichnung für die Sauberkeit des Camps. Die kontinuierliche Anwerbung von Rekruten auf den Westindischen Insel erhielt im März 1916 einen Dämpfer, als 1140 Rekruten wegen deutscher U-Boot-Aktivitäten östlich des Karibischen Meeres über das kanadische Halifax nach Europa verlegt werden sollten und wegen unzureichender Ausrüstung über die Hälfte von ihnen Erfrierungen erlitten. Bei über 100 Soldaten mussten erfrierungsbedingte Amputationen vorgenommen werden.
Das dritte und vierte Bataillon des Regiments wurden Mitte Juli 1916 nach Frankreich abkommandiert und dort als Munitionsträger und mit dem Ausheben von Gräben beschäftigt. Diese Degradierung der Bataillone zu reinen Arbeitsbataillonen sowie die reine Wachtätigkeit des ersten und zweiten Bataillons waren noch 1916 Gegenstand von Diskussionen bei einer Konferenz der Egyptian Expeditionary Force, auf der sich darauf geeinigt wurde, das gesamte Regiment in Ägypten zu konzentrieren. Hierbei spielten politische Überlegungen eine Rolle, da die untergeordneten Tätigkeiten der westindischen Soldaten, die ja immerhin eine zumindest rudimentäre Ausbildung für Kampfhandlungen erhalten hatten, die Moral daheim in den Kolonien zu senken drohten. Den Bestrebungen, dem British West Indies Regiment verantwortungsvollere Aufgaben zu übertragen, wurde aber ein jäher Dämpfer versetzt, als untergeordnete Kommandeure des dritten und vierten Bataillons dem War Office gegenüber den Wunsch äußerten, nicht zurück nach Ägypten geschickt zu werden. Das War Office erteilte in der Folge Plänen für neue Aufgaben des Regiments eine Absage, beließ das erste, zweite und das mittlerweile ebenfalls dort befindliche fünfte Bataillon in Ägypten und alle übrigen Bataillone in Frankreich und beschränkte ihre Aufgaben auf Munitionstransport und untergeordnete Arbeiten. Im April 1917 traf Captain Arthur Cipriani mit einem Kontingent Freiwilliger aus Trinidad in Ägypten ein, das in das British West Indies Regiment eingegliedert wurde. Die demotivierende Situation der Regimentsangehörigen sollte sein späteres Wirken in der trinidadischen Politik nachhaltig prägen.
Im Juni 1917 geriet das Regiment in Ägypten erstmals unter Beschuss. Das überlegte Agieren der Soldaten überzeugte Generalmajor Edmund Allenby, eine aus Soldaten des ersten Bataillons bestehende Maschinengewehr-Sektion an Kampfhandlungen am Umbrella Hill südwestlich von Gaza teilnehmen zu lassen. Die Leistung der Soldaten wurde als so positiv bewertet, dass das ganze Bataillon zeitweise näher an die Front verlegt wurde. Kleine Einsätze wie die Einnahme gegnerischer Posten führten zu Auszeichnungen wie z. B. Tapferkeitsmedaillen. Trotz zahlreicher Belobigungen blieben Ressentiments gegenüber dem Regiment bestehen, so verdächtigte das General Headquarters die westindischen Soldaten, ihre Gewehre heimlich an Ägypter zu verkaufen.
Spätere Bataillone des British West Indies Regiment wurden vor allem im Gebiet der heutigen Staaten Palästina und Jordanien eingesetzt, um im Verbund mit der ANZAC Mounted Division die türkische Armee zu bekämpfen. Weitere Einsatzorte waren je nach Bataillon Ägypten, Frankreich und Flandern. Das erste und zweite Bataillon waren im September 1918 an der Einnahme des Jisr ed Damieh beteiligt, Kampfhandlungen im Rahmen der Palästinafront 80 km nordwestlich von Amman.
Nach dem Ende des Ersten Weltkriegs verzögerte sich die Demobilisierung der in Ägypten stationierten Bataillone um einige Monate, da im Land Unruhen ausgebrochen waren. Im Juni 1919 wurden die Bataillone schließlich nach Tarent in Südostitalien verlegt, wo die Demobilisierung stattfinden sollte und wo sich acht ursprünglich in Frankreich und Italien stationierte Bataillone des British West Indies Regiment bereits seit November 1918 befanden.

### Die Taranto Revolt
zu
Die Angehörigen der ab November 1918 in Tarent stationierten Bataillone durften weder die Kantinen noch die Kinos der anderen britischen Truppen nutzen, und ihnen wurde die medizinische Behandlung im Militärkrankenhaus verweigert, so dass sie auf ein italienisches Krankenhaus ausweichen mussten. Während der Vorbereitungen zur Demobilisierung waren alltägliche Arbeiten zu erledigen, und den Angehörigen des Regiments wurden wegen unzureichenden Kapazitäten an zivilen Arbeitskräften niedere Arbeiten aufgetragen, unter anderem das Be- und Entladen von Schiffen und das Reinigen der Latrinen. Eine Beschwerde gegenüber General Carey Bernard, dem südafrikanischen Kommandierenden des Camps, führten zu dessen Aussage, dass „Nigger“ nicht wie reguläre britische Truppen behandelt würden. Auch Klagen wegen Diskriminierung, u. a. vorgebracht von Arthur Cipriani, wurden abschlägig beschieden. Eine Petition von 180 Sergeants an den Minister für koloniale Angelegenheiten blieb ebenfalls wirkungslos. Die Soldaten verweigerten ab dem 6. Dezember 1918 für einige Tage die niedrigen Arbeiten und wandten sich an ihren ehemaligen kommandierenden Offizier, Major Bertie Harragin, einen weißen Trinidader. Es kam zu vereinzelten Schusswechseln, und ein britischer Lieutenant wurde von BWIR-Angehörigen angegriffen. Harragin gelang es nach vier Tagen, die Soldaten zur Rückkehr zur Arbeit zu bewegen, aber General Bernard erfuhr von der vorübergehenden Befehlsverweigerung. Ein anderes Infanterieregiment wurde zu Abschreckungszwecken nach Tarent verlegt, Harragin wurde degradiert und über 50 Soldaten zu Haftstrafen zwischen 15 Monaten und fünf Jahren verurteilt. Ein Soldat wurde wegen seiner Beteiligung an der Taranto Revolt standrechtlich erschossen. Etwa 8000 Soldaten des Regiments wurden entwaffnet, was aber im Rahmen der Demobilisierung, die Ende 1919 abgeschlossen wurde, wenig später ohnehin geschehen wäre. Darauf angesprochen, dass dem Regiment bei der Anwerbung eine anderen britischen Truppen vergleichbare Behandlung versprochen worden war, antwortete General Bernard:

„He replied that (...) the men were only niggers, and that (...) they were better fed and treated than any nigger had a right to expect (...)“

### Auswirkungen auf die Nachkriegszeit
Als Folge der „Taranto Revolt“ gründeten über 50 Sergeants des British West Indies Regiment die „Caribbean League“, eine informelle, geheime Gruppierung, in der ein Zusammenschluss englischsprachiger westindischer Inseln und Maßnahmen gegen die Kolonialverwaltung erörtert wurden. Die Caribbean League wurde bald aufgelöst, nachdem die Armeeführung Kenntnis von den geheimen Treffen erlangte. Die kurzlebige Vereinigung beeinflusste aber diverse trinidadische Militärs in ihrer politischen Sichtweise und in der Folge deren politisches Wirken im Nachkriegs-Trinidad, das schlussendlich den Weg in Richtung Unabhängigkeit des Landes ebnete. Generell wurde durch den vom British West Indies Regiment erlebten Rassismus in den britischen Kolonien der Karibik ein von Schwarzen dominierter Nationalismus gefördert. Beispielsweise verfassten barbadische Militärs einen Brief an Gouverneur Mackey O’Brien, in dem sie sich beklagten, dass die geringere Bezahlung der schwarzen Soldaten eine „Beleidigung der gesamten Westindischen Inseln“ darstelle. Bereits in Tarent wurden durch die Caribbean League Streiks in den jeweiligen Heimatkolonien geplant, um höhere Löhne für Arbeiter durchzusetzen. Auf Trinidad griff im Juli 1919 ein Mob aus heimgekehrten Soldaten das britische Kriegsschiff HMS Dartmouth an; im Dezember desselben Jahres führten ehemalige Soldaten die bis dato gewalttätigsten Streiks in Trinidad an und stürzten die Hauptstadt Port of Spain ins Chaos. In British Honduras griffen demobilisierte Soldaten gezielt Geschäfte und Wohnhäuser von Weißen an.
1921 wurde das British West Indies Regiment formell aufgelöst. Der demütigende Umgang des Empires mit den Angehörigen des British West Indies Regiment war zwar nicht der Auslöser für die Unabhängigkeitsbestrebungen der englischsprachigen Westindischen Inseln. Steigende Bildung und Wirtschaftsleistung formten zumindest in den größten Kolonien Jamaika und Trinidad eine eigene Identität der Bewohner, die Rezession nach dem Ersten Weltkrieg führte zu Unzufriedenheit mit der Kolonialmacht, und die Erfolge der Arbeiterbewegung förderten den Wunsch nach weiteren Reformen. Das Gefühl, innerhalb des Empires als Menschen zweiter Klasse behandelt zu werden, wirkte aber als Katalysator der zunehmenden Unabhängigkeitsbestrebungen, die 1958 zur Gründung der Westindische Föderation führten.

## Bekannte Angehörige
- Uriah Butler (1897–1977), späterer Politiker und Arbeiterführer
- Arthur Cipriani (1875–1945), späterer Politiker und Gewerkschaftsführer
- Walter „Railway“ Douglas, späterer Calypsonian
- Norman Manley (1893–1969), späterer Regierungschef von Jamaika